# Cymodusopsis melanosoma
Cymodusopsis melanosoma är en stekelart som beskrevs av Sanborne 1986. Cymodusopsis melanosoma ingår i släktet Cymodusopsis och familjen brokparasitsteklar. Inga underarter finns listade i Catalogue of Life.